# Dinophyceae
Le dinoficee (Dinophyceae) sono una classe di alghe unicellulari flagellate.
Hanno involucri rigidi di cellulosa con un solco dove si arrotola il flagello. Sono correlate a protozoi ciliati. Possono essere organismi simbionti con spugne, meduse, coralli, anemoni di mare.
Ai coralli cedono glicerolo come scarto di fotosintesi, determinante nel formare barriere coralline; le dinoficee che abitano dentro i coralli appartengono al genere Symbiodinium.
Sono bioluminescenti, emettono luce quando vengono disturbate probabilmente per spaventare i predatori; alcune possono vivere sotto forma di cisti di resistenza (ricche di sporopollenina) facendosi trasportare dalla corrente e poi depositandosi sul fondo del mare non appena trovano le condizioni favorevoli. Quando nelle vicinanze passano particolari pesci, escono dalla quiescenza, tornano alghe e diventano predatori inibendo, con le proprie sostanze, l'apparato respiratorio della preda e causandone la morte. La nutrizione avviene per opera di un "sifone" che si estroflette per risucchiare tutte le sostanze che possano essergli utili.
Sono importanti perché responsabili delle maree rosse: si sviluppano in determinate condizioni:
- bassa salinità;
- temperatura elevata;
- mare calmo.